# Tookra
Tookra a Csillagok háborúja elképzelt univerzumának egyik szereplője.

## Leírása
Tookra a geonosisi fajhoz tartozó férfi. Bőrszíne barna. Szemszíne vörös.
Ő a Középső Peremben levő Nelvana Gáz Fürt (Nelvana Gas Cluster) Kishpaugh űrállomásán lakik.

## Megjelenése a képregényekben
Erről a geonosisiról a „Star Wars Adventures: Princess Leia and the Royal Ransom” című képregényben olvashatunk először. Ebben a képregényben 2 ABY-ban Tookra felfogadta Han Solót, hogy alkatrészeket szállítson neki, de Solo csak 8 hónappal később teljesítette a kérést. Haragjában Tookra megparancsolta a droid testőrének, K1l-R-nek, hogy támadja meg a csempészt. Solónak sikerült elmenekülnie a Millennium Falcon (Ezeréves Sólyom) nevű űrhajójával a Cataalda bolygóra, de K1l-R oda is követte őt. Solónak és a vuki Csubakkának a gyenge fegyverzetükkel nem sikerült megállítaniuk a droidot. A harc során megsemmisült a Dust fejvadász űrhajója, aki bosszúból tönkretette K1l-R testőrdroidot. Tookra nagy szomorúságára hűséges droidja nélkül maradt.

## Fordítás
- Ez a szócikk részben vagy egészben a Tookra című Wookieepedia-szócikk fordítása. Az eredeti cikk szerkesztőit annak laptörténete sorolja fel.